# Іссей Накадзіма-Фарран
Іссей Накадзіма-Фарран (англ. Issey Nakajima-Farran / яп. 中島ファラン一生; нар. 16 травня 1984, Калгарі, Альберта, Канада) — канадський футболіст японського походження, нападник іспанського клубу «Таррега».

## Клубна кар'єра

### Юнацькі роки
Народився в родині матері-японки та батька-англійця з Зімбабве, у 3-річному віці разом з родиною переїхав з Канади до Токіо. Футбольний шлях розпочав у юнацькій команді клубу «Верді Кавасакі». У 10-річному віці переїхав до Англії, де виступав за юнацьку команду «Крістал Пелес», але в 16 років повернувся до Японії, де уклав молодіжний контракт з «Токіо Верді». У 2003 році розпочав професіональну кар'єру в клубі Джей-ліги 2 «Альбірекс Ніїґата».

### «Альбірекс Ніїґата» (С)
У 2004 році перейшов до «Альбірекс Ніїґата» (С), сінгапурський фарм-клуб японського колективу «Альбірекс Ніїґата», який виступав у С.Лізі. За два успішні сезони в «Альбірекс Ніїґаті» (С) відзначився 26-ма голами в 46-ти матчах, а в 2005 році отримав нагороду Найкращого молодого гравця С.Ліги, а також отримав можливість зіграти за молодіжну збірну Сінгапуру (U-21).

### «Вайле»
Під час зимового трансферного вікна побував на перегляді в англійських клубах «Міллволл» та «Портсмут», але зрештою опинився в колективі Першого дивізіону Данії «Вайле», з яким уклав 2-річний контракт. Допоміг «Вайле» вийти до вищого дивізіону національного чемпіонату Данії, Суперліги, де відзначився 7-ма голами в 13-ти матчах.

### «Норшелланн»
У червні 2007 року, після вдалого для себе дебютного сезону у вищому дивізіоні країни, його придбав інший представник Суперліги, «Норшелланн», з яким нападник уклав 4-річний контракт. Після свого дебюту в новому клубі привів «Норшеланн» до їх першої перемоги над найуспішнішим клубом Данії — ФК «Копенгаген», відзначився єдиним голом і при цьому отримав травму. Відзначився багатьма важливими для команди голами, а також допоміг «Норшеланну» кваліфікуватися до Кубку УЄФА 2008/09 та зіграв у першому кваліфікаційному раунді вище вказаного турніру. Під час літнього трансферного вікна 2009 року відправився на перегляд до представника Ередивізі «Де Графсхап», але зрештою опинився в клубі Першого дивізіону Данії «Горсенс», з яким підписав 3-річний контракт. Допоміг команді виграти чемпіонат та кваліфікуватися до Суперліги 2010/11. У серпні 2011 року Накадзіма-Фарран домовився з клубом про розірвання решти контракту за взаємною згодою сторін та вільним агентом залишив данську команду.

### «Брисбен Роар»
30 серпня 2011 року було оголошено, що Іссей підписав 1-річний контракт з клубом А-Ліги «Брисбен Роар». Дебютував за «Роар» 11 вересня 2011 року в передсезонному товариському матчі на Лонцестоні. Відзначився дебютним голом та результативною передачею в переможному (7:1) поєдинку 4-го туру проти «Аделаїди Юнайтед». У 8-му турі Іссей отримав нагороду «Гравець матчу» завдяки двом голам у переможному (4:0) поєдинку проти «Перт Глорі», завдяки чому допоміг «Роару» встановити новий рекорд австралійської спортивної команди в 36 безпрограшних матчів.

### АЕК (Ларнака)
Під час літнього трансферного вікна 2012 року підписав 2-річну угоду з клубом Першого дивізіону чемпіонату Кіпру АЕК (Ларнака). Дебютним голом у чемпіонаті Кіпру відзначився 22 жовтня в переможному (3:0) поєдинку проти «Айя Напи». У січні 2013 року відправився в оренду до завершення сезону 2012/13 років до іншого кіпріотського клубу, «Алкі». У поєдинку 26-го туру допоміг «Алкі» обіграти ФК «Етнікос» (Ахна) з рахунком 6:5, забивши м'яч на 54-й хвилині та відзначившись результативною передачею 2 хвилини по тому.

### «Торонто»
24 січня 2014 року прибув на перегляд до канадського клубу «Торонто» з Major League Soccer. Після декількох тижнів чуток, 28 березня 2014 року уклав договір з клубом. Наступного дня дебютував за нову команду, замінивши в другому таймі Бредлі Орра в програному (0:3) виїзному поєдинку проти «Реал Солт-Лейк». Дебютним голом за «Торонто» відзначився наступного туру, 5 квітня, в переможному (2:0) виїзному поєдинку проти «Коламбус Крю».

### «Монреаль Імпакт»
16 травня 2014 року Накадзіма-Фаррана обміняли на Коллен Ворнера з «Монреаль Імпакт», перехід також включав кошти для розподілу. По завершенні сезону «Монреаль» надав нападнику статус вільного агента.

### «Субуренсе»
Після відходу з MLS тренувався й грав за аматорський клуб «Субуренсе» в Сегунда Дивізіоні Каталонії (шостий дивізіон у системі іспанських футбольних ліг), щоб залишатися у формі та перебувати поруч зі своєю сім'єю.

### «Теренггану»
1 квітня 2015 року перейшов до «Теренггану» з Суперліги Малайзії.
По завершенні провального сезону 2016 року, за підсумками якого «Теренггану» вилетів до другого дивізіону Малайзії, Іссей вийрішив залишитися в команді та допомогти їй повернутися до елітного дивізіону. Він довів свої слова, допомагаючи їм посісти друге місце у Прем’єр-лізі Малайзії, завдяки чому команда гарантувала собі повернення до Суперліги. 1 листопада 2017 року Накадзіма-Фарран оголосив, що покинув клуб за взаємною згодою.

### «Паханг»
У квітні 2018 року приєднався до «Паханга».

### «Пасифік»
5 серпня 2019 року підсилив «Пасифік», який взяв участь у першому розіграші Прем'єр-ліги Канади. Відзначився першим голом за «Пасифік» 1 липня, реалізувавши штрафний удар у поєдинку проти «Кевелрі».

### «ССБ ЛФС Юнайтед»
18 січня 2020 року клубі Vancouver Metro Soccer League «ССБ ЛФС Юнайтед» оголосив про підписання контракту з Накадзімою Фарраном.

### «Таррега»
У березні 2021 року уклав договір з клубом 5-го дивізіону іспанського чемпіонату «Таррега».

## Кар'єра в збірній
Іссей мав право обрати англійське, японське або канадське футбольне громадянство. У 2005 році він вирішив на міжнародному рівні представляти Канаду. Однак, в інтерв'ю журналу «Так» у вересні 2006 року, він заявив, що все ще є громадянином Японії, і сказав: «Я б хотів зіграти за збірну Японії, якщо у мене буде [такий] шанс». Однак у 2006 році отримав запрошення від Канади й футболці національної збірної вище вказаної країни дебютував у листопаді 2006 року в товариському матчі проти Угорщини. 31 травня 2008 року вперше вийшов у стартовому складі канадської збірної, у товариському матчі проти Бразилії. 15 червня того ж року у першому матчі другого кваліфікаційного раунду чемпіонату світу в ПАР проти Сент-Вінсент і Гренадин відзначився дебютним голом за національну команду. Станом на листопад 2013 року загалом за національну команду провів 30 поєдинків, відзначився 1 голом, представляв Канаду на Золотому кубку КОНКАКАФ 2007, 2009, 2011 та 2013 років, а також у чотирьох кваліфікаційних матчах чемпіонату світу 2010 року.

## Статистика виступів

### Клубна
Станом на 19 жовтня 2019
| Клуб               | Сезон              | Ліга                  | Ліга  | Ліга | Нац. кубок | Нац. кубок | Кубок ліги | Кубок ліги | Конт. кубок[A] | Конт. кубок[A] | Загалом | Загалом |
| Клуб               | Сезон              | Дивізіон              | Матчі | Голи | Матчі      | Голи       | Матчі      | Голи       | Матчі          | Голи           | Матчі   | Голи    |
| ------------------ | ------------------ | --------------------- | ----- | ---- | ---------- | ---------- | ---------- | ---------- | -------------- | -------------- | ------- | ------- |
| «Норшелланн»       | 2008–09            | Суперліга Данії       | 16    | 1    | 0          | 0          | 0          | 0          | 3              | 0              | 19      | 1       |
| «Горсенс»          | 2010–11            | Суперліга Данії       | 28    | 4    | 0          | 0          | 0          | 0          | 0              | 0              | 28      | 4       |
| «Горсенс»          | 2011–12            | Суперліга Данії       | 3     | 1    | 0          | 0          | 0          | 0          | 0              | 0              | 3       | 1       |
| «Горсенс»          | Загалом            | Загалом               | 31    | 5    | 0          | 0          | 0          | 0          | 0              | 0              | 31      | 5       |
| «Брисбен Роар»     | 2011–12            | A-Ліга                | 23    | 4    | 0          | 0          | 0          | 0          | 0              | 0              | 23      | 4       |
| АЕК                | 2012–13            | Перший дивізіон Кіпру | 10    | 1    | 0          | 0          | 0          | 0          | 0              | 0              | 10      | 1       |
| «Алкі» (оренда)    | 2012–13            | Перший дивізіон Кіпру | 15    | 3    | 2          | 0          | 0          | 0          | 0              | 0              | 17      | 3       |
| «Торонто»          | 2014               | Major League Soccer   | 5     | 2    | 2          | 0          | 0          | 0          | 0              | 0              | 7       | 2       |
| «Монреаль Імпакт»  | 2014               | Major League Soccer   | 13    | 0    | 0          | 0          | 0          | 0          | 2              | 0              | 15      | 0       |
| «Теренггану»       | 2015               | Суперліга Малайзії    | 12    | 9    | 2          | 1          | 5          | 3          | —              | —              | 19      | 13      |
| «Теренггану»       | 2016               | Суперліга Малайзії    | 18    | 7    | 0          | 0          | 0          | 0          | —              | —              | 18      | 7       |
| «Теренггану»       | 2017               | Суперліга Малайзії    | 18    | 8    | 5          | 1          | 3          | 2          | —              | —              | 26      | 11      |
| «Теренггану»       | Загалом            | Загалом               | 48    | 24   | 7          | 2          | 8          | 5          | 0              | 0              | 63      | 31      |
| «Паханг»           | 2018               | Суперліга Малайзії    | 10    | 6    | 2          | 0          | 0          | 0          | —              | —              | 12      | 6       |
| «Пасифік»          | 2019               | Прем'єр-ліга Канади   | 17    | 1    | 2          | 0          | 0          | 0          | —              | —              | 19      | 1       |
| Загалом за кар'єру | Загалом за кар'єру | Загалом за кар'єру    | 188   | 47   | 14         | 2          | 8          | 5          | 5              | 0              | 216     | 54      |

A. ↑  Включаючи матчі в Кубку УЄФА та Лізі чемпіонів КОНКАКАФ.

### У збірній
Станом на 6 July 2018
| Канада  | Канада | Канада |
| Рік     | Матчі  | Голи   |
| ------- | ------ | ------ |
| 2006    | 1      | 0      |
| 2007    | 7      | 0      |
| 2008    | 7      | 1      |
| 2009    | 3      | 0      |
| 2010    | 4      | 0      |
| 2011    | 1      | 0      |
| 2013    | 7      | 0      |
| 2014    | 3      | 0      |
| 2015    | 4      | 0      |
| 2016    | 1      | 0      |
| Загалом | 38     | 1      |

#### Голи за збірну
| # | Дата           | Місце                                                   | Суперник                 | Рахунок | Результат | Змагання                                |
| - | -------------- | ------------------------------------------------------- | ------------------------ | ------- | --------- | --------------------------------------- |
| 1 | 20 червня 2008 | Арнос-Вейл Стедіум, Кінгстаун, Сент-Вінсент і Гренадини | Сент-Вінсент і Гренадини | 0:1     | 0:3       | кваліфікація чемпіонату світу 2010 року |

## Особисте життя
Іссей володіє японським громадянством. Його батьки народилися в двох інших країнах, батько родом із Зімбабве (англійського походження), а мати — з Японії. Його брат Періс, також професіональний футболіст, який виступав за молодіжну збірну Канади, а також представляв клуби з японії, Данії, Гонконгу та Іспанії. Окрім гри у футбол, Накадзіма-Фарран також є художником.

## Досягнення
«Альбірекс Ніїґата»
- Джей-ліга 2
  -  Чемпіон (1): 2003

«Вайле»
- Перший дивізіон Данії
  -  Чемпіон (1): 2005/06

«Горсенс»
- Перший дивізіон Данії
  -  Чемпіон (1): 2009/10

«Брисбен Роар»
- A-Ліга
  -  Чемпіон (1): 2011/12

«Монреаль Імпакт»
- Чемпіоншип Канади
  -  Чемпіон (1): 2014

### Індивідуальні
- Найкращий молодий гравець року в Сінгапурі (1): 2005
- Гравець місяця за версією ПФАМ (2): серпень 2015, жовтень 2015